# Ходжес, Челси
Челси Мэй Ходжес (род. 27 июня 2001) — австралийская пловчиха. Она выступала в заплыве на 100 метров брассом на Олимпийских играх 2020 года.

## Карьера
На Олимпийских играх 2020 года в Токио Ходжес вышла в полуфинал заплыва на 100 метров брассом, показав девятый результат (1:06.60) для попадания в финал не хватило всего 0,01 секунды.
Днем позже Челси плыла брассом в составе женской комбинированной эстафеты 4×100 метров, завоевавшей золотую медаль. Её соперницей на этапе брассом была чемпионка Олимпиады на 100 м брассом, американка Лидия Джакоби, и, несмотря на отставание в 1,65 секунды в индивидуальном заплыве, в финале эстафеты Ходжес показала время 1:05.57, уступив Джакоби всего 0,54 секунды. Благодаря её результату команда Австралии осталась в борьбе за золото, а Эмма Маккеон и Кейт Кэмпбелл обеспечили победу над американкой Эбби Вейтцел.
В День Австралии 2022 года Ходжес была награждена Медалью Ордена Австралии.

## Мировые рекорды

### 25-метровый бассейн
| № | Дистанция                          | Время   | Турнир                     | Город               | Дата            | Статус  | Источник |
| - | ---------------------------------- | ------- | -------------------------- | ------------------- | --------------- | ------- | -------- |
| 1 | 4×50 м комбинированная эстафета[a] | 1:42.35 | Чемпионат мира 2022 (25 м) | Мельбурн, Австралия | 17 декабря 2022 | Текущий | [ 7 ]    |

a  Брасс — 29.11 сек; в составе с Молли О’Каллаган (спина), Эмма Маккеон (баттерфляй), Мэдисон Уилсон (вольный стиль)

## Олимпийские рекорды

### 50-метровый бассейн
| № | Дистанция                           | Время   | Турнир                | Город         | Дата           | Статус | Примечания                          | Источник |
| - | ----------------------------------- | ------- | --------------------- | ------------- | -------------- | ------ | ----------------------------------- | -------- |
| 1 | 4×100 м комбинированная эстафета[a] | 3:51.60 | Олимпийские игры 2020 | Токио, Япония | 1 августа 2021 | Бывший | Рекордоы Океании, Рекорды Австралии | [ 8 ]    |

a  Брасс — 1:05.57; в составе с Кайли Маккеон (спина), Эмма Маккеон (баттерфляй), Кейт Кэмпбелл (вольный стиль)